# Пьянов, Евгений Николаевич
Евгений Николаевич Пьянов (21 ноября 1972, Омск, РСФСР, СССР — 28 декабря 1999, Омск, Россия), также известный под псевдонимом Махно — российский рок-музыкант, наиболее известный как гитарист и басист рок-группы «Гражданская Оборона». Музыкант первого состава группы «Манагер и Родина», участник музыкально-политического движения «Русский прорыв» 1994 года.

## Биография

### До начала музыкальной карьеры
Окончив школу, Пьянов учился сначала в Авиационном техникуме, затем перевёлся в институт искусств. В начале 90-х некоторое время работал в ларьке, продавал кассеты, фотографии и плакаты неформального толка. Позже его выкупили. Он любил проводить время с друзьями в ДК Козицкого в Омске. В 1991 году встретился с Олегом Манагером Судаковым. Тогда в 1994 году благодаря Олегу познакомился с Егором Летовым.

### Участие в группе «Гражданская оборона» и других проектах
В 1994 году Пьянов стал гитаристом группы «Гражданская оборона» Егора Летова. Участвовал в протестной рок-акции «Русский прорыв» совместно с другими участниками коллектива в качестве гитариста «Гражданской обороны» и группы «Родина». В 1995 году принимал участие в записи альбома «Солнцеворот». В 1997 году за 10 дней записал в «ГрОб Records» свой единственный альбом под названием «Прошлогодний снег», который был издан только после смерти Пьянова. В создании альбома Пьянов выражал благодарность Наталье Чумаковой, Олегу Судакову, Анне Волковой и своей жене Ольге. В него вошли десять композиций, автором которых является сам Пьянов. Все песни данного сборника были исполнены в стилях психоделического и гаражного рока. В этом же году Пьянов помогал записать «Гражданской обороне» сборник «Невыносимая лёгкость бытия» (1997 год), играя на баяне («Наши», «Так», «Невыносимая лёгкость бытия») и на гитаре. В 1999 году принимал участие в качестве гитариста, в проекте Константина Рябинова Христосы на паперти.
В 1999 году Пьянов вместе с группой принимал участие в юбилейном туре в честь пятнадцатилетия рок-коллектива. За организацию концертов было ответственно политическое движение «Трудовая Россия» Виктора Анпилова. Однако на первом же выступлении в Москве в зале кинотеатра «Авангард» публика вырвала с креплениями первые 6 рядов кресел, партия открестилась от группы, и тур был сорван. Тогда Егор Летов решил всё равно дать концерт в Ижевске, который состоялся 19 декабря 1999 года. После концерта Пьянова уволили из Гражданской Обороны за постоянное нахождение в оном состоянии: по словам Летова, он обрадовался этому, сказав, что «абсолютно свободен».
Через 9 дней, 28 декабря 1999 года, во время предновогодней вечеринки, Евгений Пьянов, находясь в алкогольном опьянении (хотя по словам Егора Летова он находился в наркотическом опьянении), выпал из окна и разбился насмерть. Пьянов умер в 27 лет, таким образом стал членом символического «клуба 27».
Похоронен на кладбище села Троицкое.

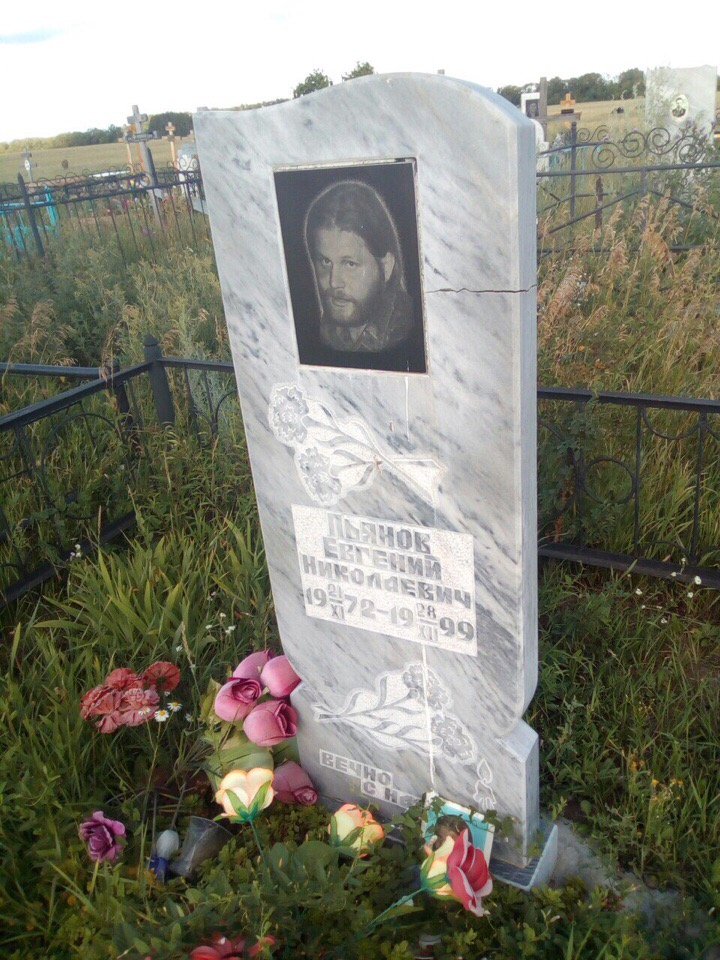
Могила Евгения Махно на кладбище села Троицкое

### Память
1 мая 2000 года в Омске, в клубе «Гайдар» прошёл концерт в память о Пьянове. Выступали: Олег Лищенко (Пик Клаксон/Клаксон Гам), Олег Манагер Судаков, Джексон, Дмитрий Кузьмин (Чёрный Лукич) и группы Инструкция по выживанию, «Пропавшие без вести».
В 2000 году, спустя 41 день после Смерти Пьянова, Константин (Кузя УО) Рябинов записывает поминальный альбом «Сорок первый день» который в 2019 году выпускает лейбл TrueFanatics
В 2013 году независимое издательство Bull Terrier Records выпустило в 500 пронумерованных экземпляров переиздание альбома «Прошлогодний снег».
Российская рок-группа «В тени моржового» исполнила песню Евгения Махно «Достоевская» в память о гитаристе.
Некоторые фотографии из семейного архива Евгения Пьянова (периода творчества в составе группы «Гражданская оборона») вошли в фонд Егора Летова Омского государственного литературного музея им. Ф. М. Достоевского.

## Дискография

### Гражданская Оборона
Студийные:
- Солнцеворот (1997)
- Невыносимая лёгкость бытия (1997)

Концертные:
- Концерт 4 июля 1997 года

Коммунизм
- Благодать Часть I (2005)

### Егор и Опизденевшие
- Психоделия Tomorrow (2001)

#### Сольное творчество
- Прошлогодний снег (1997)
- Прошлогодний снег (Альтернативная версия) (1997)